# Diagrapta oxydercina
Diagrapta oxydercina là một loài bướm đêm trong họ Noctuidae.